# Acta de Sudáfrica de 1909
El Acta de Sudáfrica de 1909 fue un acta del parlamento británico que creó la Unión Sudafricana de las colonias británicas del Cabo de Buena Esperanza, Natal, Río Orange (anterior Estado Libre de Orange) y el Transvaal.

## Trasfondo histórico
Después de la derrota bóer en la Segunda Guerra Anglo-Bóer, Gran Bretaña se anexó las Repúblicas Bóer independientes del Transvaal (o República sudafricana) y el Estado Libre de Orange; sumándolas a las colonias británicas preexistentes del Cabo de Buena Esperanza y Natal. Hacia 1907 se había concedido el autogobierno a cada una de las colonias. Las negociaciones entonces tomaron lugar para la formación de una unión más amplia entre ellas. Estas culminaron con el Acta de Sudáfrica, que fue presentada entonces al Parlamento británico para su aprobación.

## Contenido del Acta

### La Unión
El Rey, con el consejo del Consejo Privado del Reino Unido, declara la Unión dentro de un año de que esta Acta fuera aprobada. En lo sucesivo el Parlamento de la Unión de Sudáfrica ejercerá todos los poderes y autoridad investida previamente en las Colonias (Colonia del Cabo de Buena Esperanza, Natal, Colonia del Río Orange y Transvaal). Esta cuatro colonia formadoras se convertirán en las Provincias constitutivas originariamente de la Unión Sudafricana, conservando las mismas fronteras.

### Gobierno Ejecutivo

#### Poder Ejecutivo
El gobierno ejecutivo está atribuido al Rey (y a sus sucesores "en la soberanía del Reino Unido de Gran Bretaña e Irlanda"). El gobierno ejecutivo podrá ser ejercido por el monarca en persona, o por un gobernador general en su representación.

#### El Gobernador General
El Gobernador General será designado por el Rey y poseerá, sometido a esta Acta, aquellos poderes que el Rey se digne asignarle. El Rey podrá otorgar permiso al Gobernador General para designar un lugarteniente(deputy), en caso de ausencia temporal del Gobernador General. El Gobernador General puede delegar a su lugarteniente los poderes que considere, sujeto a las limitaciones o directivas dadas por el Rey. La designación de un lugarteniente no excluye al Gobernador General en el ejercicio de sus poderes o funciones.

#### El Consejo Ejecutivo
El Gobernador General puede designar un Consejo Ejecutivo que lo aconseje en el gobierno de la Unión. Sus integrantes serán elegidos por el Gobernador General y prestarán juramento como consejeros ejecutivos. Los consejeros ejecutivos desempeñarán su cargo durante todo el tiempo que considere conveniente el Gobernador General.

#### El Gobernador General en Consejo
El Gobernador General, cuando actúe con el consejo del Consejo Ejecutivo, ser´llamado Gobernador General en Consejo.

#### Ministros de Estado
El Gobernador General en Consejo establecerá departamentos de Estado. El Gobernador general puede designar hasta diez oficiales para administrar estos departamentos. Cada uno de ellos deberá ser miembro del Consejo Ejecutivo, y serán Ministros de Estado del Rey para la Unión. Permanecerán a cargo hasta tanto lo disponga el Gobernador general. Ningún ministro puede conservar su cargo durante más de tres meses sin ser, o hacerse, miembro de una u otra Cámara del Parlamento.
Todas las designaciones o remociones en el servicio público de la Unión están bajo el control del Gobernador General en Consejo. La atribución de designar o remover puede delegarse.

#### Transferencia de poderes ejecutivos desde las colonias constitutivas
El Gobernador General y el Gobernador General en Consejo asumirán todos los poderes, autoridades, y funciones que fueran concedidas al Gobernador o Gobernador en Consejo de las colonias constitutivas (con el alcance que estos poderes permanezcan o no hayan sido delegados a otras autoridades por este, u otra, Acta).

#### Comando de las fuerzas navales y militares
El Rey es el comandante en jefe de todas las fuerzas navales y militares dentro de la Unión, estos poderes pueden ser concedidos al Gobernador General como representante del Rey.

#### Sede del Gobierno
Pretoria será la sede del Gobierno de la Unión.

### Parlamento

#### Poder Legislativo
El poder legislativo es atribuido al Parlamento de la Unión. El parlamento consistirá en el Rey, el Senado y la Casa de Asamblea.

#### Sesiones del Parlamento
El Gobernador General tiene la atribución de convocar o disolver juntos el Senado como la Casa de la Asamblea, o la Casa de Asamblea sola (aunque haya restricciones contra el uso de la primera opción; el Senado no puede ser disuelto dentro de los diez primeros años de la Unión). El Parlamento será convocado para reunirse seis meses después del establecimiento de la Unión, sesionando al menos cada doce meses a partir de entonces.

#### Sede de Legislatura
Ciudad del Cabo será la sede de la Legislatura de la Unión

### Senado

#### Integración inicial del Senado
El Senado estará integrado por cuarenta Senadores. Ocho serán nombrados por el Gobernador General en Consejo y ocho serán electos por cada una de las cuatro provincias originales de la Unión.
Los ocho Senadores designados por el Gobernador general en Consejo ocuparán el cargo durante diez años. Al menos la mitad de estos Senadores deberá ser elegida basada en su familiaridad con las necesidades y los deseos de las razas de color de Sudáfrica. El Gobernador General en Consejo nombrará reemplazos para sustituir a cualquier Senador designado cuyas bancas queden vacantes; el senador reemplazante mantendrá igualmente su cargo durante diez años. Los Senadores designados retendrán sus bancas en caso de disolución del Senado, prestando servicios hasta que su mandato expire.
Cada una de las cuatro provincias originales elegirá a ocho Senadores. Después de la aprobación de esta Acta, y antes del establecimiento de la Unión, la legislatura de cada colonia elegirá a ocho personas para ser Senadores por su provincia. Estos Senadores mantendrán el cargo durante diez años. Si alguna banca quedara vacante, el consejo provincial de la provincia representada elegirá a una persona para ocupar el cargo para que complete el mandato original de diez años.

#### Integración posterior del Senado
Luego de que el período de diez años después de establecimiento de la Unión haya expirado, el Parlamento proveerá el modo de integrar el Senado. Sin embargo, a menos que y hasta que tal provisión sea hecha:
- el Gobernador General seguirá nombrando Senadores (como se señalara más arriba).
- Los senadores que representan una provincia serán elegidos por su consejo provincial junto con los miembros de la Casa de Asamblea por tal provincia. Tales Senadores mantendrán su cargo durante diez años, o hasta que el Senado sea posteriormente disuelto. Si una banca de Senador quedara vacante, el correspondiente consejo provincial y los miembros de la Casa de la Asamblea para tal provincia, elegirán en su reemplazo completar el término del mandato original o hasta que el Senado sea disuelto.

#### Requisitos para Senador
Todos los Senadores deben tener al menos treinta años de edad. Deben encontrarse registrados como votantes y haber residido dentro de la Unión durante al menos cinco años. Los Senadores deben ser súbditos británicos de ascendencia europea. Aquellos Senadores que son elegidos (aquellos no designados por el Gobernador General en Consejo) deben poseer bienes inmuebles por valor de al menos 500 libras esterlinas.

#### El presidente del Senado
El Senado elegirá uno de sus miembros para ser el presidente del Senado. El presidente dejará este cargo si deja de ser Senador. El presidente puede removido del cargo por votación del Senado. El presidente puede dimitir su cargo comunicando su intención, por escrito, al Gobernador General. El Senado puede elegir un presidente sustituto en caso de que el presidente se encuentre ausente.

#### Dimisión
Un Senador puede renunciar a su cargo comunicando esta intención, por escrito, al Gobernador General.

#### Cuórum
Se requerirá de la presencia de al menos doce Senadores para que se constituya una sesión del Senado en la que se ejerzan sus poderes.

#### Votación
Todas las decisiones del Senado serán adoptadas por mayoría de votos de los Senadores presentes (excluyendo al presidente o, presidiendo, su sustituto). El presidente tendrá voto en caso de empate.

### Casa de Asamblea
La Casa de Asamblea estará formada por miembros directamente elegidos por los votantes de la Unión.

#### Número original de miembros
El número de miembros para ser elegidos por las provincias para la primera elección, y a partir de entonces hasta que su número sea modificado de acuerdo con esta Acta, son:
Cabo de Buena Esperanza: 51; Natal: 17; Transvaal: 36; Estado Libre de Orange: 17.

### Cámaras del Parlamento en conjunto

#### Poderes del Parlamento
El parlamento tendrá pleno poder para hacer leyes para la paz, orden, y buen gobierno de la Unión.

### La Corte Suprema de Sudáfrica
La Corte Suprema de Sudáfrica estará integrada por el presidente del Tribunal Supremo de Sudáfrica, los jueces ordinarios de apelación, y los otros jueces de diversas divisiones de la Corte Suprema de Sudáfrica en las provincias.
La División de Apelaciones de la Corte Suprema de Sudáfrica se integrará por el presidente del Tribunal Supremo de Sudáfrica, dos jueces ordinarios de apelación, y dos jueces adicionales de apelación. Los jueces adicionales de apelación serán elegidos por el Gobernador General de cualquiera de las divisiones provinciales o locales de la Corte Suprema de Sudáfrica, pero continuarán con sus deberes como jueces de sus divisiones respectivas cuando su asistencia no es requerida en la División de Apelación.

### Provincias

#### Administradores
En cada provincia habrá un oficial jefe ejecutivo designado por el Gobernador General, que ejercerá como el administrador de la provincia. Todos los actos ejecutivos acerca de asuntos provinciales serán hechos en su nombre. El Gobernador General, en tanto sea practicable, dará preferencia a los residentes del lugar para la designación del administrador de una provincia en particular. Los administradores mantendrán su cargo por un término de cinco años. Sólo serán removidos por el Gobernador General. El Gobernador General puede designar a un sustituto del administrador para realizar los deberes y funciones del administrador durante su ausencia, enfermedad, u otra inhabilidad.

#### Consejos Provinciales
Habrá un consejo provincial en cada provincia. El consejo se integrará con el mismo número de miembros que son elegidos por la provincia para la Casa de Asamblea. Aquellas provincias que eligen menos de veinticinco miembros tendrán un consejo provincial de veinticinco miembros. Todos los votantes pueden ser miembros de su consejo provincial.